# Iolana andreasi
Iolana andreasi är en fjärilsart som beskrevs av Leo Andrejewitsch Sheljuzhko 1919. Iolana andreasi ingår i släktet Iolana och familjen juvelvingar. Inga underarter finns listade i Catalogue of Life.